# Serang
Serang (en indonesio: Kota Serang, Sundanese: ᮞᮨᮛᮌ᮪) es la capital de la provincia de Bantén y era anteriormente también el centro administrativo de la Regencia de Serang en Indonesia (la capital de la Regencia se encuentra ahora en Baros). La ciudad está localizada hacia el del norte de la provincia de Bantén, en la isla de Java. Antes de que la provincia de Bantén fuera formada en 2000, Serang era parte de la provincia de Java Occidental.
Serang tiene un clima de selva tropical, sin meses de estación seca.  Afronta el Mar de Java, el cual alberga a las Islas Seribu.
Serang informó que tenía una población de 576,961 habitantes en el censo de 2010, por lo que es la tercera ciudad más poblada de la provincia de Bantén. La última estimación oficial de población (para enero de 2014) es de 643,101. Serang se encuentra aproximadamente a 15 km de la frontera de Jabodetabek y, en ocasiones, se considera unida a la aglomeración del Gran Yakarta.